# Srpstvo
Srpstvo je pojam srpskog nacionalizma koji se rabi za skup "srpskih" naroda i zemalja. Rabi se i kao sinonim za Veliku Srbiju ("ujedinjeno srpstvo"). 
Označava i skup željenih vrijednosti koje osobe određuju Srbinom. Glavni indikator „srpstva“ je pripadnost pravoslavlju, na osnovi čega dijele stanovništvo Srbije na „Srbe“ i „ostale građane“.
Vladika Njegoš u svom djelu Gorski vijenac sustavno rabi pojam srpstva. Za Njegoša je srpstvo prvenstveno vjerska kategorija. Pojam "srpstva" se često vezuje za srpsko pravoslavlje (ili svetosavlje), odnosno za pripadnost Srpskoj pravoslavnoj crkvi, kako to nedvosmisleno izjavljuju njeni predstavnici: 
Izjednačavanjem srpstva i pravoslavlja, Crkva se predstavlja kao legitimni predstavnik nacije i zastupnik nacionalnog interesa. Teolog Zoran Krstić smatra da je poistovećivanje vjeroispovjesti i nacije u Srba ostavština turskog nasleđa. Kritičari upozoravaju da je ovakvo izjednačavanje neopravdano, jer se radi o različitim stvarima - pravoslavlje je religija koju čine pripadnici brojnih naroda i nacija, a srpstvo je nacija u kojoj može postojati više (ne)vjeroispovesti. Profesor Ljubiša Rajić smatra da su "političari dopustili Srpskoj pravoslavnoj crkvi da izjednači Srbe sa pravoslavljem i time otjera i isključi iz nacionalnog korpusa sve muslimane Srbe i sve Srbe ateiste i agnostike, i onda sebe predstavi kao jedinu instituciju koja stolećima štiti srpske nacionalne i kulturne interese i etničku samobitnost srpskog naroda". Zbog poistovećivanja srpstva s pravoslavljem, promjena religije je, po pravilu, značila i promjenu etniciteta. Iako postoje brojni istorijski primeri prelaska Srba u katoličanstvo ili islam, danas ne postoje Srbi katolici niti Srbi muslimani. Prihvacanje srpskog pravoslavlja je često značilo posrbljavanje.
Za razliku od srpstva i hrvatstva koji su poistovjećeni s religijom, neki drugi nacionalni koncepti su znatno šire definirani. Tako je npr. albanstvo definirano kao nadreligijska kategorija, koja objedinjuje katolike, muslimane i pravoslavce izrekom: "Vjera Albanca je albanstvo."
Srpstvo se često povezuje s kosovskim mitom, po kojem se Srbi stalno žrvuju za "carstvo nebesko". Borka Pavićević smatra da "srpstvo treba redefinirati", jer "dok se kod nas Srba ne dokine ta mitologija dželata i žrtava, mi nećemo nikuda stići".
Pojmu srpstvo se nekad suprotstavlja pojam srbijanstvo, kao ukupnost stanovnika Srbije, bez obzira na etičku pripadnost.

## Vanjske poveznice
- Holm Zundhausen, Srpstvo, jugoslovenstvo i panslavizam  Arhivirana inačica izvorne stranice od 23. rujna 2015. (Wayback Machine)
- Svetozar Stijović, Srpstvo u pesničkom delu Petra II Petrovića Njegoša  Arhivirana inačica izvorne stranice od 21. veljače 2009. (Wayback Machine)
- Zora Latinović, Kukavno Srpstvo  Arhivirana inačica izvorne stranice od 5. ožujka 2016. (Wayback Machine)
- Živko Andrijašević, Srpstvo u Crnoj Gori